# Giovanni Segantini
Giovanni Segantini (Arco, aan het Gardameer, 15 januari 1858 - Pontresina, 28 september 1899) was een Italiaans impressionistisch kunstschilder. Sommige van zijn werken worden gerekend tot het symbolisme.

## Leven en werk
Segantini kende een moeilijke, armoedige jeugd. Zijn moeder stierf vroeg en hij liep meerdere malen van huis weg. Uiteindelijk vestigde hij zich in Milaan en ging als schilder in de leer bij de ‘Academie van Brera’. Later vestigde hij zich in Duitstalig Zwitserland, bij Sankt Moritz, waar hij zich als impressionistisch schilder ten volle ontplooide.
Segantini schilder vooral berglandschappen, maar ook genrestukken, portretten en figuren. Hij werd geroemd om de lichtwerking in zijn schilderijen. Vaak heeft zijn werk een symbolische betekenis. Een belangrijk thema in zijn werk is het moederschap.
In zijn tijd gold Segantini als een van de meest succesvolle Italiaanse schilders. Hij exposeerde in alle grote West-Europese steden, waaronder Amsterdam, waar met een eerste versie van zijn Avé Maria tijdens de overtocht tijdens een tentoonstelling in 1883 veel aandacht trok. Voor zijn schilderij Vacche aggiogate (Drinkende koeien, 1888) won een gouden medaille bij de Wereldtentoonstelling van 1889 te Parijs.

## Trivia
- Hij was bevriend met de Zwitserse filantrope Anna von Planta.[1]

## Galerij

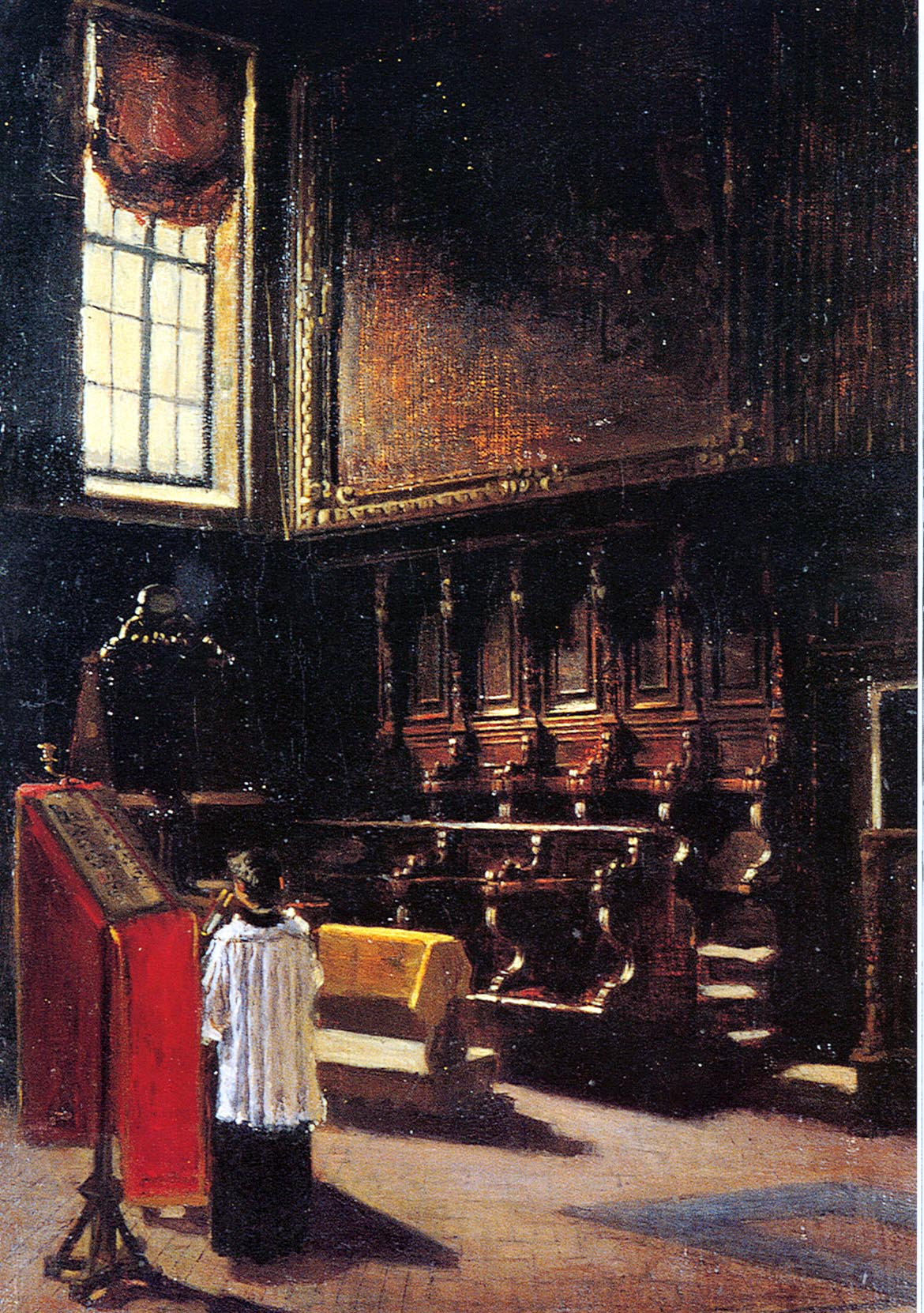
Het koor van Sint Antonio (1878)
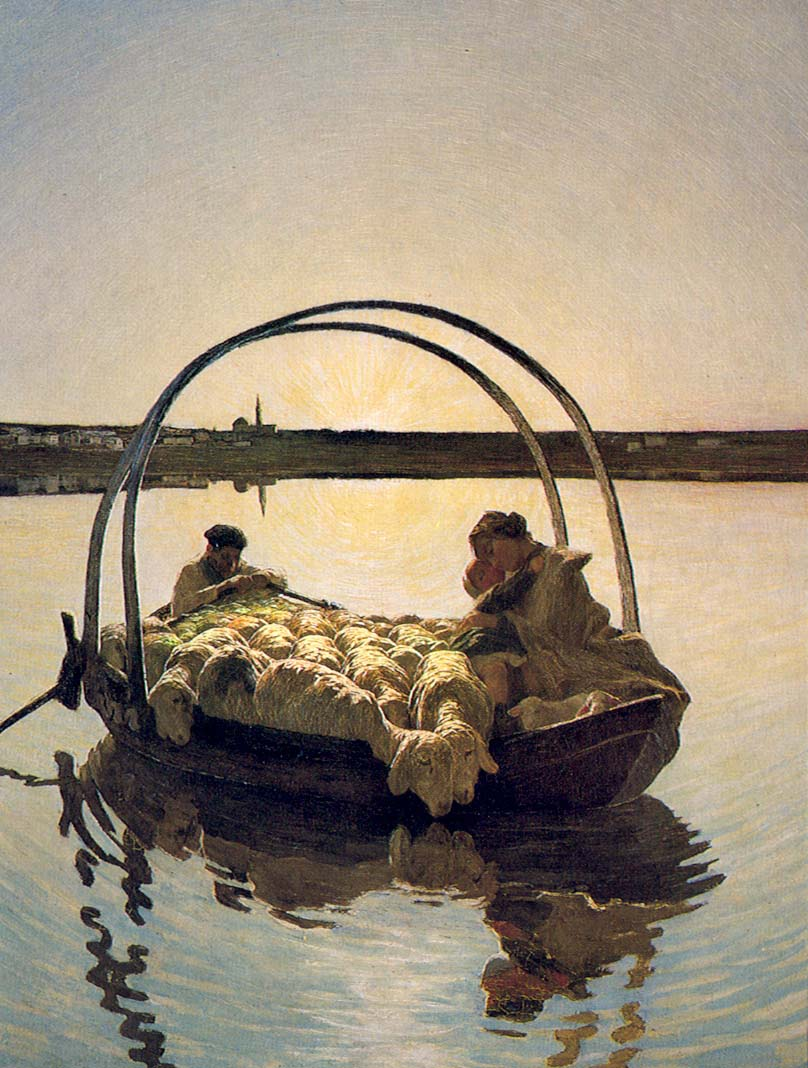
Avé Maria tijdens de overtocht (1886)
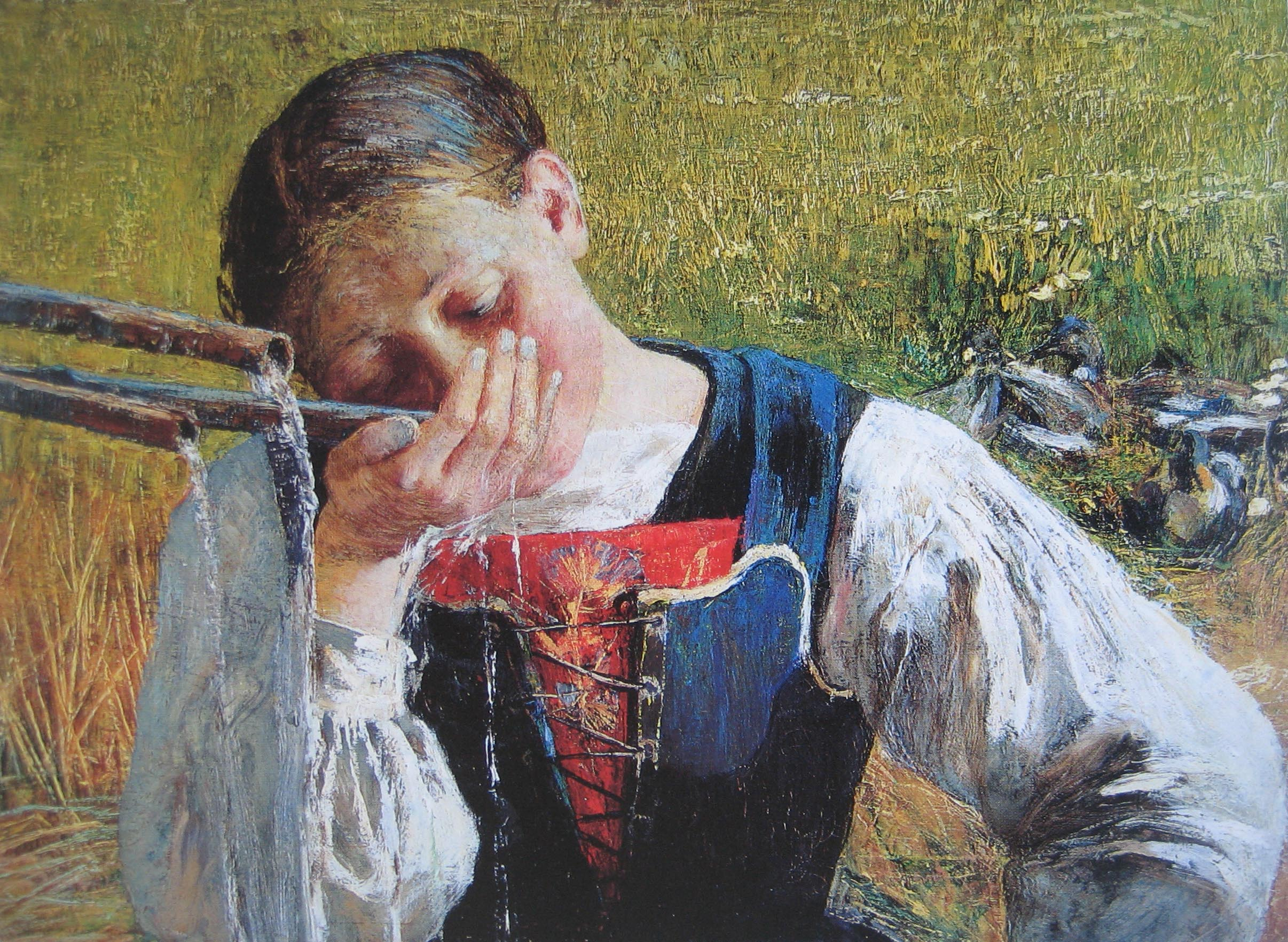
Boerin aan de bron (1887)
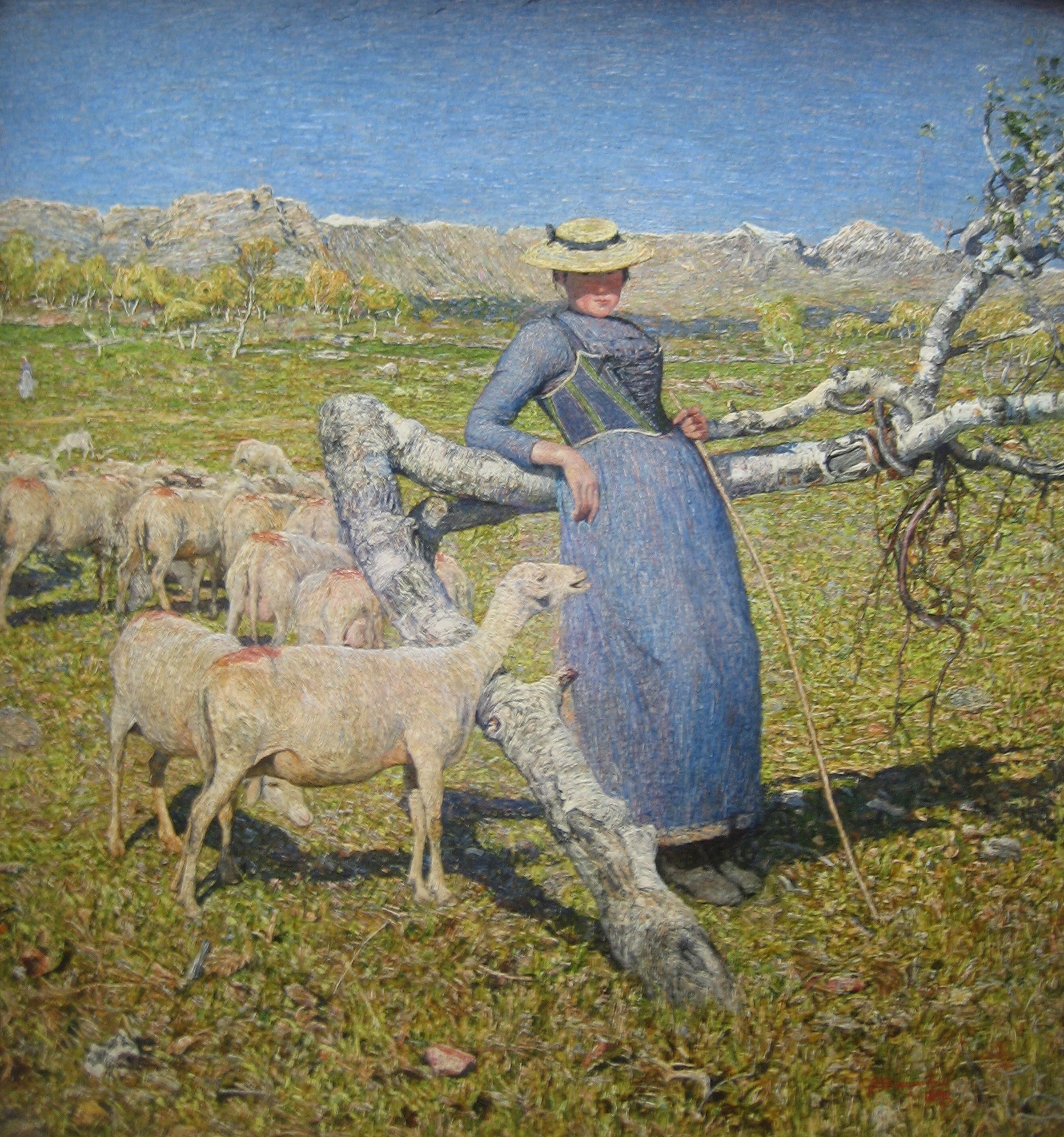
Middag in de Alpen (1892)
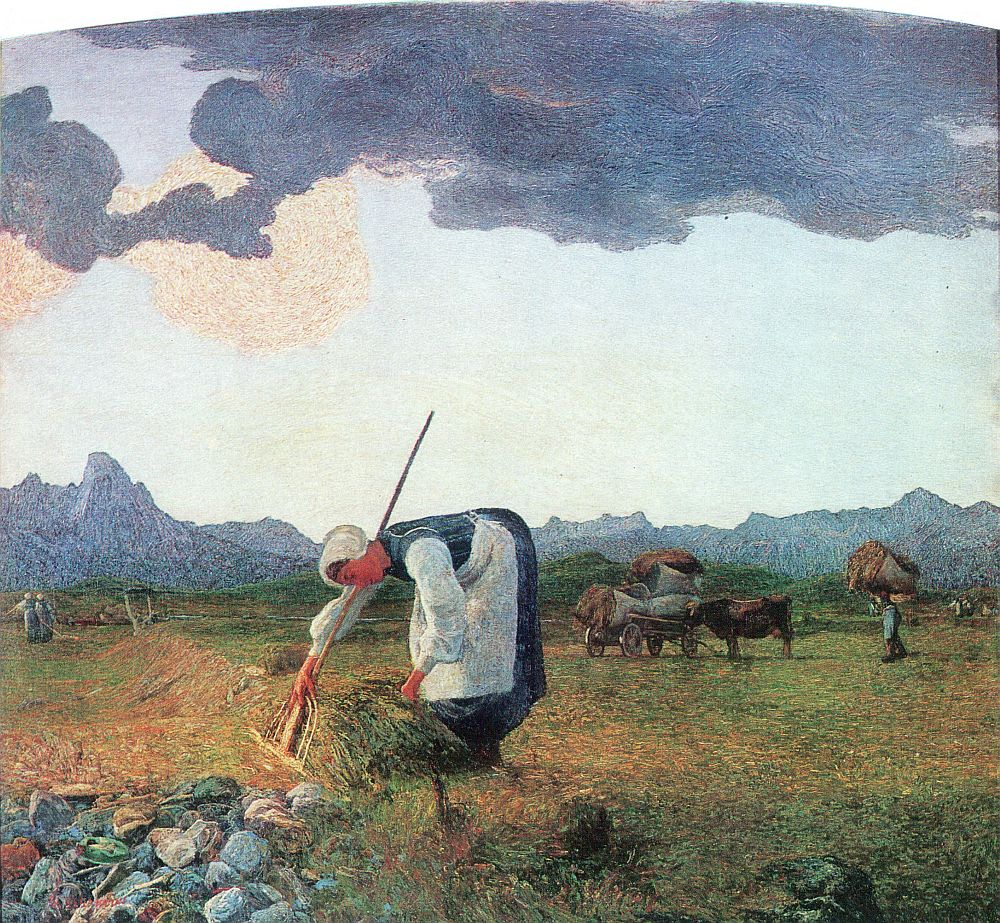
De hooioogst (1890-1898)
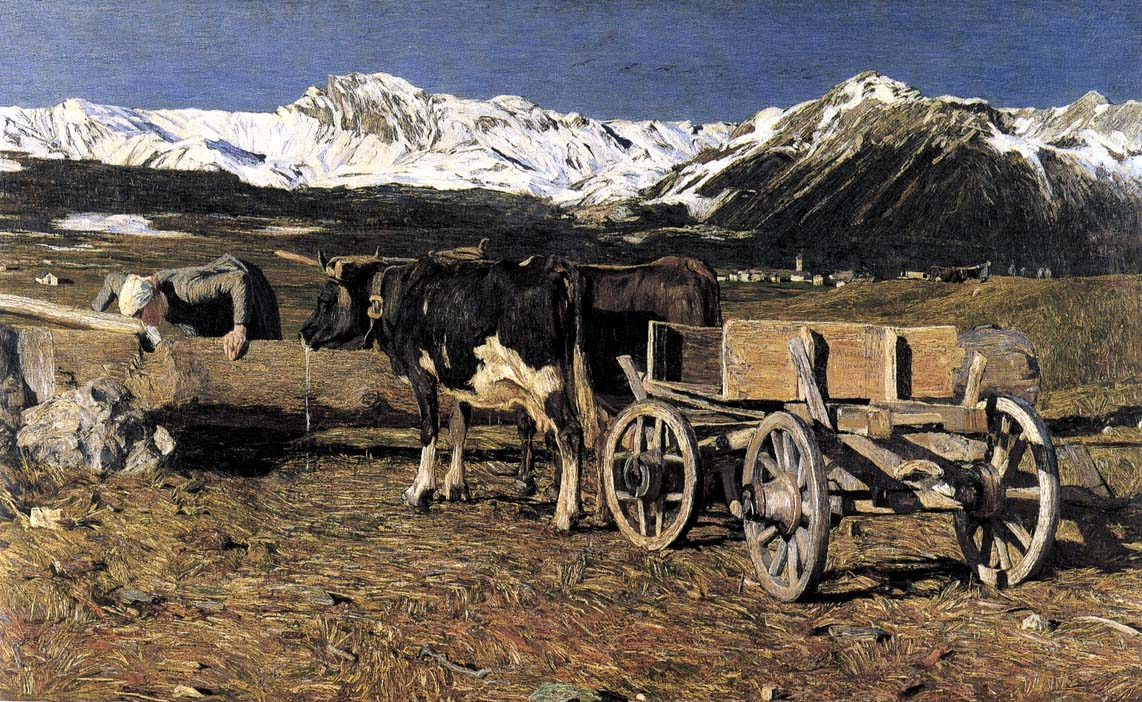
Drinkende koeien (1888)
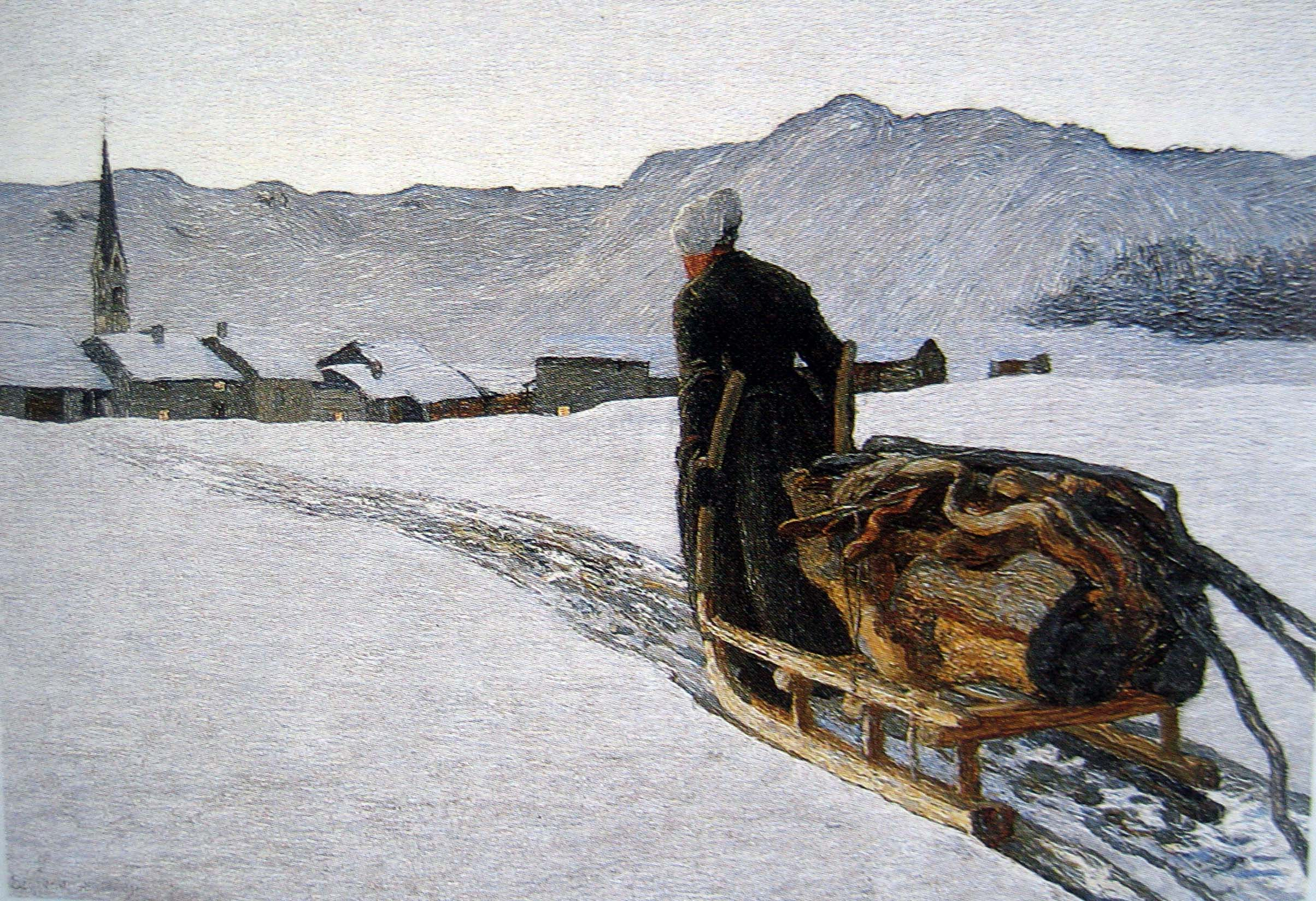
Terugkeer uit het woud (1890)
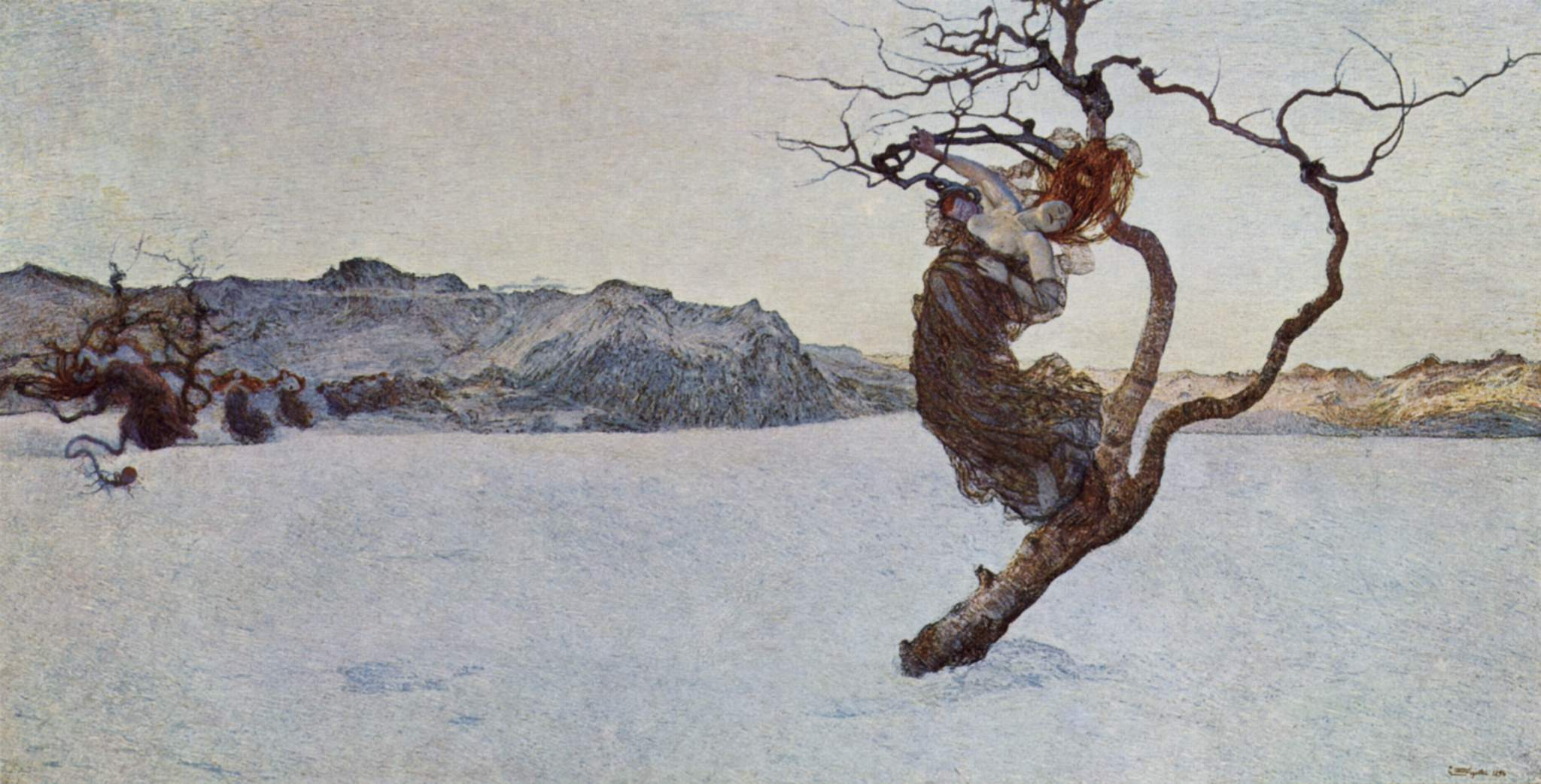
Slechte moeders (1894)
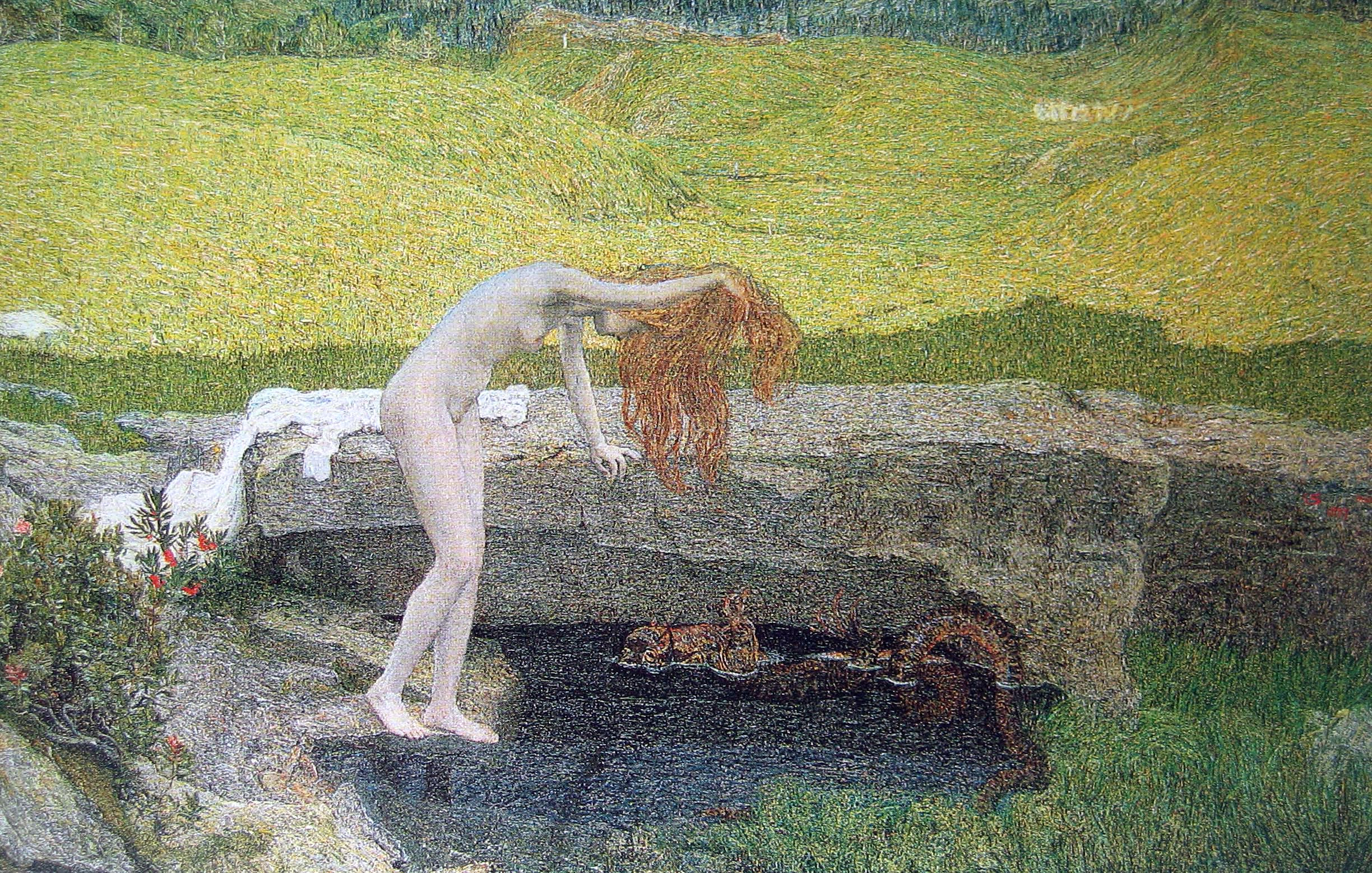
IJdelheid (1897)
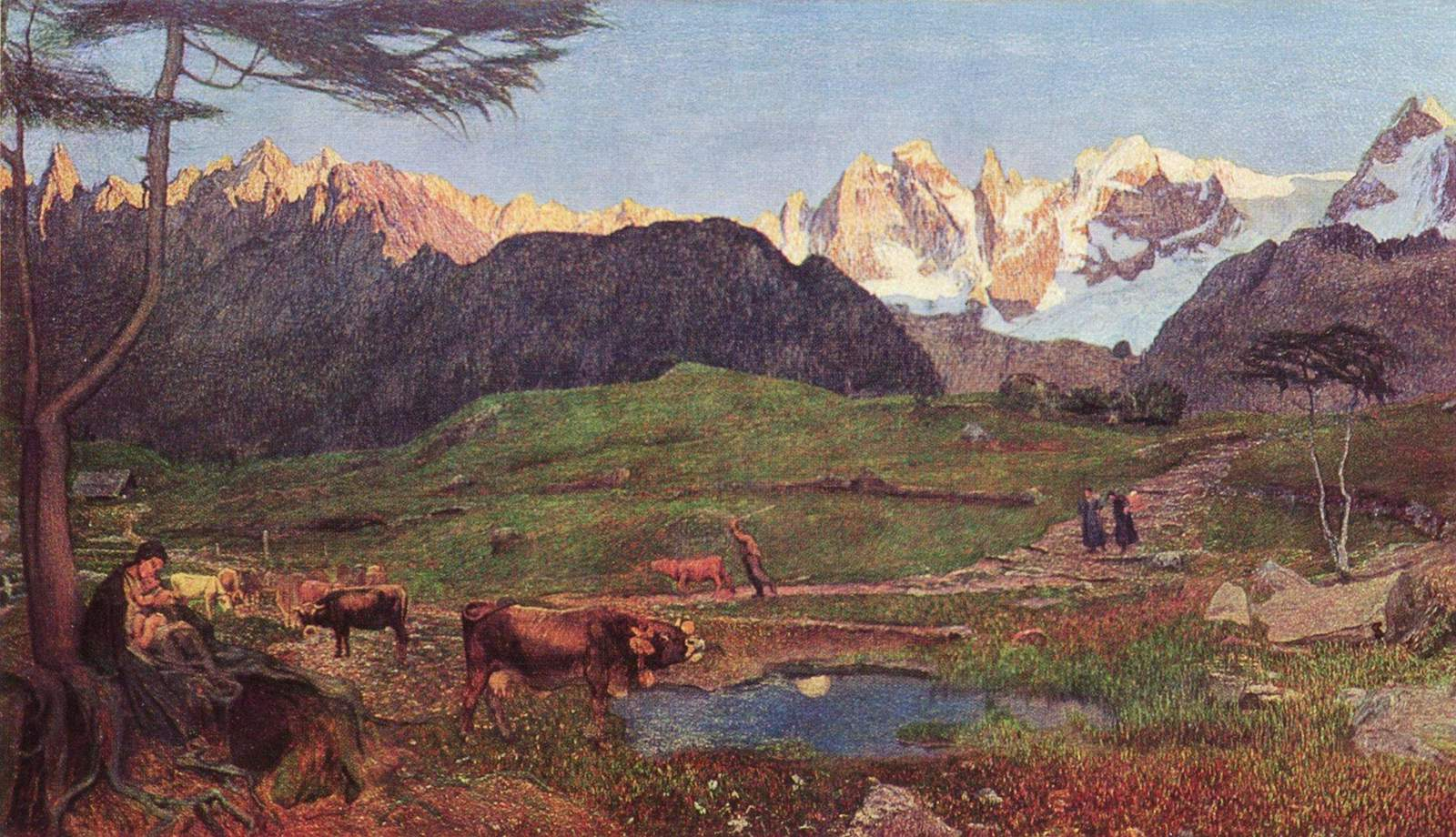
Het leven (1898-1899)